# ARP-Cache
Ein ARP-Cache ist ein Zwischenspeicher in Netzwerkgeräten, in dem Informationen, die über das Address Resolution Protocol erhalten wurden, vorgehalten werden. Es handelt sich um eine Sammlung von Einträgen, die die Auflösung von IP-Adressen anderer Geräte in MAC-Adressen zulassen. Durch die im ARP-Cache gesammelten Informationen können Computer effektiver und schneller miteinander kommunizieren. Nachteil des ARP-Cache ist es, dass er ein potentielles Sicherheitsrisiko bietet, das von Hackern in Form von ARP-Spoofing genutzt werden kann.

## Funktionsweise
Der ARP-Cache soll durch die Speicherung bereits bekannter Informationen über Rechner eines Netzwerkes die Netzwerkkommunikation verringern. Zum Versand von Datenpaketen an einen anderen Computer in derselben Broadcast-Domäne wird sowohl die IP-Adresse als auch die MAC-Adresse benötigt. Ist die MAC-Adresse des Ziels nicht bekannt, so setzt das System, das die Kommunikation initiieren möchte, einen sogenannten ARP-Request ab, den alle Netzwerkgeräte innerhalb des lokalen Netzes empfangen (Broadcast). Wird das gesuchte System vom ARP-Request erreicht, sendet es einen ARP-Response, in dem sowohl seine IP-Adresse als auch seine MAC-Adresse enthalten sind. Diese Informationen werden anschließend im ARP-Cache hinterlegt. Durch das Speichern im Cache soll verhindert werden, dass bereits bekannte Informationen unnötig oft über das Netzwerk eingeholt werden müssen. Wird ein Eintrag im ARP-Cache längere Zeit nicht abgerufen, so wird dieser aus dem Cache gelöscht. Ebenso leert sich der Cache bei einem Neustart.